# 體重下降
體重下降（Weight lose）在醫學、健康或是體適能領域中，是指人體体重的下降，可能是因為體液的減少、體脂肪或脂肪組織的減少，也有可能是淨體重（lean mass，無脂肪體重，是指骨骼矿物质、肌肉、肌腱及其他结缔组织的總重）的減少。體重下降可能是因為營養不良所造成、也可能是一些疾病的影響，不過也可能是有意調整下的結果，調整的原因可能是要改善實際超重或肥胖，也有可能是自認超重或肥胖而進行調整。若不是因為運動，也不是因為減少熱量攝取，而出現沒有原因的體重下降，會稱為惡病體質，可能是嚴重疾病的症狀。若是因為一些原因，刻意讓體重下降，一般會稱為減肥。

## 非刻意的體重下降

### 特徵
非刻意的體重下降可能是因為體脂肪的減少、體內體液的減少、肌肉萎縮、或是這些原因組合引起的。若是體重已較六個月前的體重輕10%，或是比上個月的體重輕5%，可能就有健康上的問題。另一個評估體重過輕的標準是身高體重指數（BMI）。不過若是身體虛弱的老人，即使是體重減輕沒有上述的那麼多，都需要格外注意。
非刻意的體重下降可能是因為個人攝取的營養比所需的營養或能量要少（一般會稱為營養不良）。其他原因有疾病、代謝改變、激素改變、藥物或是其他治療的影響、或是因為疾病或是治療造成的食欲減退。營養不良會導致體重下降，消化道的瘘管、腹瀉、藥物和營養素的交互作用、酵素消耗和肌肉萎縮也都會造成體重下降。
持續性的體重下降可能會惡化為一種稱為惡病體質的狀態。惡病體質和餓死不同，惡病體質和體內全身性的發炎反應有關，後續情形 多半不佳。若一些疾病進展較嚴重的階段，身體的代謝可能會發生變化，即使攝取了足夠的營養，身體無法利用，因此造成體重的下降。這會造成厭食性惡病質綜合徵（anorexia cachexia syndrome，簡稱ACS），而且無法靠額外的營養或是膳食補充劑來改善。厭食性惡病質綜合徵造成的體重下降症狀包括嚴重的肌肉流失、沒有胃口、吃了少量食物後就覺得飽足、恶心、貧血、虛弱及疲倦。
嚴重的體重下降會降低生活品質，降低治療效果或是疾病後的復原、讓疾病惡化、也是高死亡率的風險因子之一。營養不良會影響人體各部份的機能、從細胞一直到以下各種複雜的身體機能：
- 免疫反應
- 傷口癒合
- 肌肉強度（包括呼吸肌肉）
- 腎容量（英语：renal capacity）的減少，造成水和電解質的不平衡
- 體溫調節
- 月經。

此外，營養不良會造成維生素或是其他營養素不足，或是維生素無法活化，這樣會容易罹患其他的疾病，例如压疮。
非刻意的體重下降可能是診斷其他疾病時的特徵之一，例如癌症及1型糖尿病。
英國有多達5%人口的體重過輕，其中有10%有肺部或是消化道的疾病，而且才進行過手術。依照英國使用營養不良通用篩選工具（Malnutrition Universal Screening Tool，簡稱MUST）篩檢非刻意的體重下降，65歲以上的人口有有超過10%有營養不良的風險。住院病患中有高比例（10-60%）也有營養不良的風險，和住在看護中心中的比例相近。

### 原因

#### 和疾病有關
和疾病有關的營養不良可以分為以下的四類：
| 問題             | 原因 |
| ---------------- | --- |
| 攝取的失調       | 食慾不振可能是一些疾病的直接症狀，也可能是因為疾病造成進食時會疼痛或是噁心所導致。疾病也可能導致厭食。 無法進食的原因有：意識減弱或混亂、因為手部或手臂的身體問題所影響、其他影響吞嚥或咀嚼的身體問題、飲食限制也可能是治療或調查的一部分。 缺乏食物可能是因為貧窮、不易購買或烹調、或是膳食的品質不佳。 |
| 消化或吸收的失調 | 可能是因為影響消化系統的疾病所造成 |
| 需求改變         | 代謝需求的改變可能是因為疾病、手術或是器官功能障礙引起 |
| 過度的營養流失   | 可是是因為嘔吐或腹瀉，也有可能是因為瘺和胃腸道氣孔等症狀。也有可能是由鼻胃管的滲漏所造成 其他原因：燒傷等病症可能會和像皮膚滲出物等營養流失有關 |

和特殊疾病有關的體重下降有：
- 當慢性阻塞性肺病（COPD）惡化時，約有35%的病患會有嚴重的體重下降情形，稱為肺部恶病质（pulmonary cachexia），包括肌肉減少等症狀。約有25%病患會有中等到嚴重的體重下降，其他病患也或多或少的有體重下降情形。較顯著的体重减轻与较差的预后有关。有關相當原因的理論包括有因為活動力下降造成的食慾不佳、因為呼吸而需要的額外能量、以及在呼吸困难時伴隨難以進食的問題[7]。
- 癌症是很常見的不明原因（特发症（英语：idiopathic））體重下降的原因，有時也是致命的原因。大約1/3非刻意的體重下降是和惡性腫瘤有關。可能會造成非刻意體重下降的癌症有胃肠道癌症、前列腺癌、肝細胞癌、胰腺癌、卵巢癌，血癌或肺部恶性肿瘤。
- 罹患HIV的病患也會有體重下降的情形，而且一般之後的情形較不樂觀。消耗性症侯群（Wasting syndrome）是定義罹患AIDS的條件之一[8]。
- 消化道疾病（英语：Gastrointestinal disorders）是常見不明原因體重下降的原因，是非癌症原因的體重下降的主要原因之一。可能相關的消化道疾病有乳糜泻、胃及十二指肠潰瘍、炎症性肠病（克隆氏症及溃疡性结肠炎）、胰腺炎、胃炎、腹泻和其他消化道疾病。
- 感染：有些感染性疾病會造成體重的減輕。例如真菌病、心内膜炎、許多寄生虫病、AIDS以及一些亚急性或隐性感染可能导致体重减轻。
- 腎病變。尿毒症的病患多半胃口不好，甚至完全沒有食慾，有些也會有呕吐和恶心的疾病，这些可能会导致体重下降。
- 心臟病。心血管疾病，特別是充血性心臟衰竭，可能導致不明原因的體重減輕。
- 結締組織疾病。
- 体内有寄生虫
- 神经系統疾病，包括失智症[11]。
- 口腔疾病、味覺疾病及牙齒疾病（包括感染）或是大小不適合的義齒，可能會使得攝取的養份減少，也會導致體重下降[3]。

#### 治療因素
醫學治療可能直接或間接的使體重下降。治療效果上的問題或是復原期間出現的情形可能會造成進一步的體重下降，因此產生惡性循環。
許多病患在手術後會疼痛，同時也會有食慾不振的情形。身體在手術後的反應中，有一部份是將能量直接用來使傷口痊癒，因此會增加身體的能量消耗量。
手術復原初期的營養是手術後加速康復計劃（Enhanced Recovery After Surgery protocol）的一部份。計劃也會包括手術前24小時的糖類增補，不過還沒有證據說明手術前的營養調整有顯著的影響。
有些藥物會使體重降低，而有些則會使體重上昇。

#### 社會因素
像貧窮、社會隔離、無法取得食物或是無法調理食物等社會因素也會造成 非刻意的體重下降，在年長者身上較容易看到。營養攝取也可能會受到文化、家庭、信仰或是飲食習慣所影響。
絕望、失去身份、缺乏社會互動或是精神上的痛苦都可能導致憂鬱症，也會和營養攝取的減少有關，也會造成疲勞。

## 刻意讓體重下降
刻意讓體重下降是利用促進體適能及身體健康的方式來降低體重，或是利用瘦身的方式來讓外貌可以更瘦。對於超重或是肥胖的人而言，讓體重下降可降低健康相關的風險、提昇體適能，可能也可以減緩糖尿病的出現。若是膝蓋有骨关节炎，體重減輕也可以減輕疼痛，增加活動能力。
若人體代謝及運動所消耗的能量比其從食物或是其他來源所得到的能量要少，體重就會下降。之後身體會用儲存在脂肪或是肌肉中的能量來補給，因此漸漸的體重會變輕。運動員需要提昇表現，有些運動可能會因體重而分級，因此即使運動員的體重已經是理想體重，還是常會有刻意減輕體重的情形。另外也有一些人減輕體重的原因是希望擁有具吸引力的外貌。体重不足也有其風險，這例如容易感染疾病、骨質疏鬆症、肌肉強度下降、不易控制體溫、嚴重時甚至有致命的危險。

## 對健康的影響
體重每下降一公斤，其血壓大約會下降1-mm Hg。